# Kistefos-Museets skulpturpark

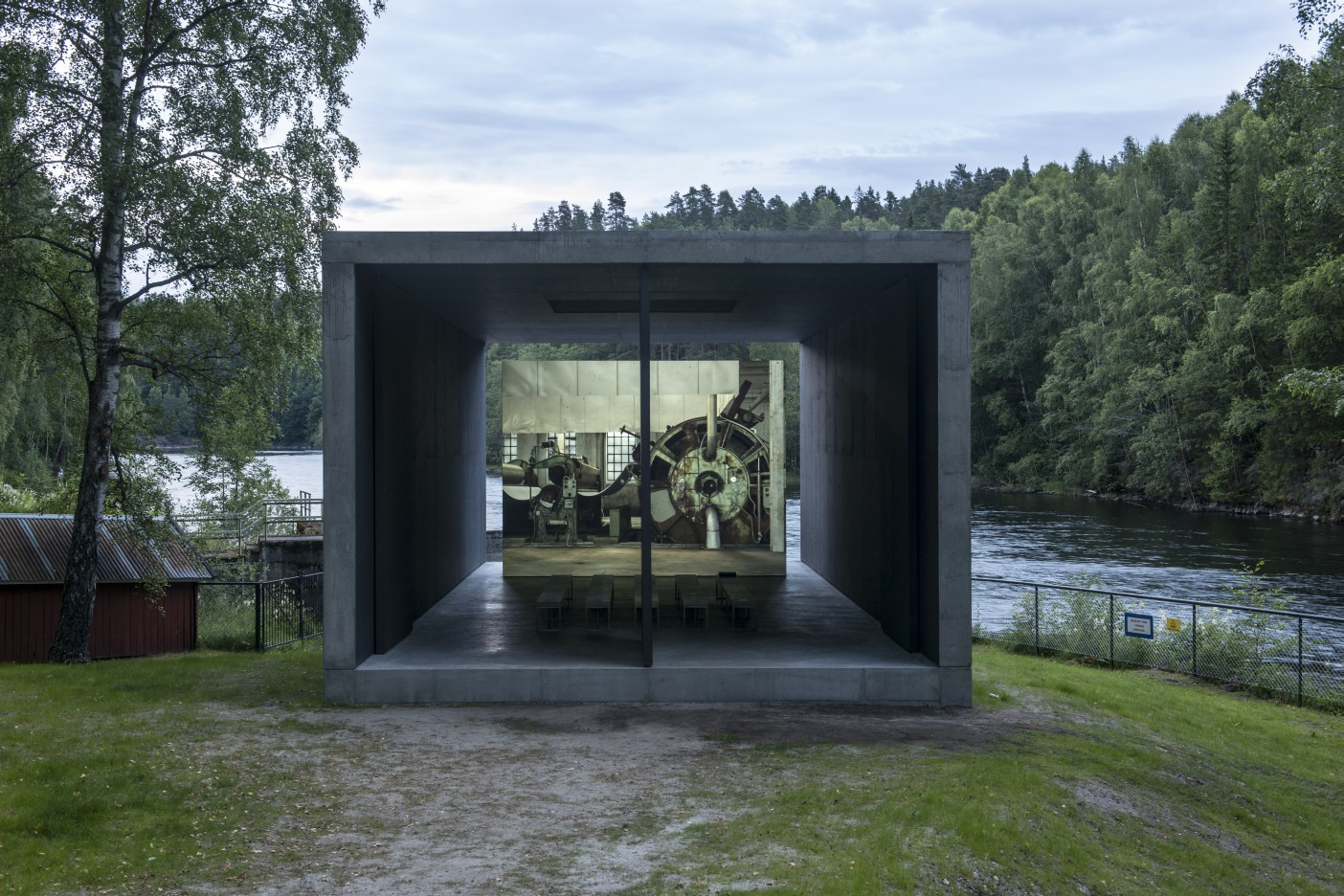
"Pappersmassepress" av den irländske artisten John Gerrard (född 1974), 2013

Kistefos-Museets skulpturpark är en norskt privat skulpturpark i Jevnakers kommun, som sköts av stiftelsen Stiftelsen Kistefos-Museet
Skulpturparken, som grundades 1999, ligger runt Kistefos Træsliberi vid Ranelven. Den har konstverk som representerar norsk och internationell samtidskonst. Antalet skulpturer utökas efter hand.
Vid grundandet av skulpturparken fanns sedan tidigare, från 1948, en installation av Ståle Kyllingstad (1903–1987), en vit peltonturbinskovel monterad på snedden på en sockel.

## Utställda konstverk
- Ståle Kyllingstad (1903–1987): Installasjon, 1948
- Nils Aas (1933–2004):Staty över Anders Sveaas (1840–1917), 2001
- Nicolaus Widerberg: Tid, granit, 1995
- Beate Juell (född 1964): Hingst, rostfritt stål och keramik, 1999
- Kristian Blystad: Lekende hest, 1993
- Bjarne Melgaard: Octopus, 1997
- Kjell Nupen (1955–2014): Stille, stille, 1994
- Kjell Nupen: Mediterraneo, 1993/1994
- Edgar Ballo (född 1955): Blå tulipan, 1993
- Fernando Botero: Stor torso/Kvinnetorso, 1983
- Tony Cragg: Articulated Column, 2001
- Siri Bjerke: Samuraiens ridedyr den tredje dagen, 2001
- Anne-Karin Furunes: Christen Sveaas, 2003
- Olafur Eliasson: Viewing Machine, 2001
- Fabrizio Plessi (född 1940): Movimenti della Memoria, 2005
- Michael Elmgreen (född 1961) och Ingar Dragset (född 1969): Forgotten, Babies No 2, 2005
- Marianne Heske (född 1946): Homage to Leo the Lion, 2006
- Shintaro Miyake (född 1970): Welcome to this Planet, 2004
- Kristin Günther: Hesten, 2006
- Tony Cragg: I'm alive, 2004
- Tony Cragg: Bent of Mind, 2005
- Petroc Sesti: Energy/Matter/Space/Time, 2006
- Magne Furuholmen: Hypnos Descending, 2007
- Michael Elmgreen och Ingar Dragset: Warm Regards, 2006
- Anish Kapoor: S-Curve, 2006
- Claes Oldenburg och Coosje van Bruggen: Tumbling Tacks, 2006
- Thomas Bayrle (född 1937): Sternmotor Hochamt, 2010
- Marc Quinn (född 1964): All of Nature Flows Through Us, 2011
- John Gerrard (född 1974): Pulp Press (Kistefos), 2013
- Fredrik Raddum (född 1973): Beast of the hedonic treadmill, 2013
- Fredrik Raddum: Catastrophic Road Signs, Sun, 1999
- Per Inge Bjørlo: Slektstrea, Genbanken, 2013
- Phillip King: Free of Frolic, 2015
- Jeppe Hein (född 1974): Moidfied Social Benches Kistefos No 1–6, 2016
- Jeppe Hein: Veijen til Stillhet, 2016
- Konstnärskollektovet A Kassen (Christian Bretton-Meyer, Morten Steen Hebsgaard, Søren Petersen och Tommy Petersen): River Man, 2016
- Ilya Kabakov (född 1933): The Ball, 2017
- Tony Cragg: Castor & Pollux, 2017